# Paludiers de la Baie
Pour plus de détails, voir Fiche technique et Distribution.
Paludiers de la Baie est un documentaire franco-britannique réalisé par Oliver Dickinson, sorti en 2013.

## Synopsis
Il y a une dizaine d’années, quelques passionnés ont fait revivre la saliculture en baie de Bourgneuf, jadis célèbre à travers l’Europe pour son “or blanc”. Ces nouveaux paludiers ont défriché et curé les marais à l’abandon pour recommencer à produire le sel de la Baie. Au fil des saisons, nous découvrons Bernard, Daniel et Mano, trois personnalités très différentes qui se retrouvent néanmoins dans l’amour du métier et le respect de la nature.